# Matthews' hoornkolibrie
De Matthews' hoornkolibrie (Boissonneaua matthewsii) is een vogel uit de familie Trochilidae (kolibries). De vogel is genoemd naar de Engelse botanicus Andrew Matthews (1801-1841), die deze vogel uit Peru had meegenomen voor een bevriende ornitholoog.

## Verspreiding en leefgebied
Deze soort komt voor van Colombia tot Peru.